# Kelpo Gröndahl
Kelpo Gröndahl (Pori, Satakunta, 28 de março de 1920 — Pori, Satakunta, 2 de agosto de 1994) foi um lutador de luta greco-romana finlandês.

## Carreira
Foi vencedor da medalha de ouro na categoria de 79-87 kg em Helsínquia 1952.
Foi vencedor da medalha de prata na categoria de 79-87 kg em Londres 1948.